# Mida Records
Mida Records war ein US-amerikanisches Plattenlabel, das von Henry Stone in Miami (Florida) gegründet wurde.

## Geschichte

### Vorgeschichte
Henry Stone stieg Ende der 1940er-Jahre in das Plattengeschäft als Unternehmer ein. Innerhalb weniger Jahre wurde er zum erfolgreichsten und mächtigsten Mann innerhalb Miamis Musikszene. Stone begann als Schallplattenhändler und baute sich später hinter einem Plattenladen ein kleines Aufnahmestudio. Dort nahm er Country- und Blues-Musiker auf, deren Songs er auf seinen kurzlebigen Labels veröffentlichte.

### Gründung von Mida
1957 erschien die letzte Single bei Stones bisherigem Hauptlabel Chart Records, sodass er 1958 ein neues gründete, das er Mida nannte. Die erste Veröffentlichung stellte Curly Jim Morrison mit seiner Neuaufnahme von Rock and Roll Itch. Morrison hatte den Song bereits ein Jahr zuvor bei Metro Records aufgenommen – als das Label aber schließen musste, wechselte er zu Mida.
Midas Veröffentlichungen beschränkten sich nun vor allem auf Rock ’n’ Roll, Rockabilly und Country.

### Ende
Ende der 1950er-Jahre hatte Stone sich mit seinem Musikverlag Sherlyn Music sowie der Übernahme des King-Sublabels De-Luxe Records sowie dem Betreiben der Distributionsfirma Tone zusammen mit dem DJ Milt Oshins eine starke Basis im südlichen Florida aufgebaut. Trotzdem beendete er 1962 das Mida-Label. Die letzte Single erschien mit Buddy Howards Be Sure You Know / Take Your Hands Off Me, Baby im August 1962. Mida hatte zwischen 1958 und 1962 insgesamt 15 Singles veröffentlicht.

## Diskografie
| Katalognummer | Jahr | Künstler                                                      | Titel                                                  |
| ------------- | ---- | ------------------------------------------------------------- | ------------------------------------------------------ |
| 100           | 1958 | Curley Jim and the Billey Rocks                               | Rock and Roll Itch Airforce Blues                      |
| 101           | 1958 | Ric Castle and the Jim Patterson Orchestra                    | Don’t Do This and Do That Our Love                     |
| 102           | 1959 | Ric Castle                                                    | Swingtime Waltz I Just Fell In Love with You           |
| 103           | 1959 |                                                               |                                                        |
| 104           | 1959 | Bobby Gay and the Sparkletones                                | Let’s Dance You’re Nice                                |
| 105           | 1959 | Jim Preddy and the Dreamers                                   | Our Memories I’ll Be The One In Your Dreams            |
| 106           | 1959 | Donel Austin                                                  | So Shy That’s Why I Dream                              |
| 107           | 1959 | James Richards and the Two Tones                              | My Love and I I’ll Cry                                 |
| 108           | 1959 | Curley Jim and the Billey Rocks                               | Sloppy, Sloppy Suzie Didn’t I Tell You?                |
| 109           | 1959 | The Sensational Dellos                                        | Lost Love So Don’t Go                                  |
| 110           | 1959 | Jessie Lee with Ed Row’s Band Jessie Lee with the Rhythmaires | Lonely Broken Heart Wont’ Have To…Any More [!]         |
| 111           | 1959 | Jackie Blanchard                                              | The King O' Hearts Only a Fool                         |
| 112           | 1959 | Bill Bell and the Four Unknowns                               | Little Bitty Girl Fearless (instr.)                    |
| 113           | 1959 | Donel Austin                                                  | Get with It Baby You Are Mine Tonight                  |
| 114           | 1961 | Len Powell                                                    | I’m Going Back to South Carolina I Die a Thousand Ways |
| 15 [!]        | 1962 | Buddy Howard                                                  | Be Sure You Know Take Your Hands Off Me, Baby          |